# Marcenod
Marcenod är en kommun i departementet Loire i regionen Auvergne-Rhône-Alpes i centrala Frankrike. Kommunen ligger i kantonen Saint-Héand som tillhör arrondissementet Saint-Étienne. År 2022 hade Marcenod 680 invånare.

## Befolkningsutveckling
Antalet invånare i kommunen Marcenod
| Referens: INSEE |